# Dascillus atripes
Dascillus atripes is een keversoort uit de familie withaarkevers (Dascillidae). De wetenschappelijke naam van de soort is voor het eerst geldig gepubliceerd in 1915 door Pic.